# Lina Carstens
Lina Carstens (Wiesbaden, 6 december 1892 – München, 22 september 1978) was een Duitse film- en theateractrice.

## Biografie
Lina Carstens begon haar carrière als actrice voor aanvang van de Eerste Wereldoorlog in het Hoftheater in Karlsruhe. Tijdens de Tweede Wereldoorlog maakte zij tot kort daarna deel uit van het retortcabaret rond de schrijver Joachim Ringelnatz.
In de periode voor tot na de Tweede Wereldoorlog maakte ze deel uit van verschillende belangrijke theaterensembles, bijvoorbeeld het Leipziger Schauspielhaus, de Freie Volksbühne in Berlijn en het Beierse Staatstheater in München. Vanaf 1922 werkte ze ook in de film. Regisseur Douglas Sirk gaf haar vanaf 1935 verschillende hoofdrollen. In 1939 werd ze benoemd tot staatsactrice.
Na de Tweede Wereldoorlog vervolgde ze haar carrière als personage-actrice. In Constance speelde ze de eerste moeder Courage op een Duits podium in het gelijknamige toneelstuk van Bertolt Brecht. Veel mensen herinneren zich haar nog van de ZDF-Frankrijk-Roemenië tv-coproductie, de vierdelige avonturenreeks uit 1968/1969 van Tom Sawyers und Huckleberry Finns Abenteuer, waar ze tante Polly speelde. Ze had nog een rol in de Nieuwe Duitse Film, evenals in de ZDF-televisieserie Der Bastian in 1973, naast Horst Janson en Karin Anselm. Ze werkte ook veel als stemactrice en leende haar stem o.a. aan Margaret Rutherford (in Passport to Pimlico), Françoise Rosay (in Le Joueur) en Helene Thimig (in Decision Before Dawn).
Sinds de oprichting van de Südwestfunk in 1946 werkte ze als woordvoerster voor het station naast haar artistieke werk.
In 1972 ontving ze de filmtape in goud voor haar jarenlange werk, in 1975 ontving ze dezelfde onderscheiding voor haar optreden in Lina Braake oder Die Interessen der Bank können nicht die Interessen sein, die Lina Braake hat geehrt.

## Privéleven en overlijden
Lina Carstens was van 1941 tot aan diens dood in 1970 getrouwd met de auteur Otto Ernst Sutter, daarvoor met Eugen Ortner, vermeldt het Berliner Tageblatt, 9 april 1925. Lina Carstens overleed in september 1978 op 85-jarige leeftijd. Ze werd begraven op zee in de Noordzee.

## Onderscheidingen
- 1974: Großes Verdienstkreuz van de Bondsrepubliek Duitsland

## Filmografie
- 1922: Leidendes Land
- 1924: Der Schönheitswettbewerb (korte film)
- 1924: Verkrachte Existenzen
- 1935: April, April!
- 1935: Das Mädchen vom Moorhof
- 1937: Zu neuen Ufern
- 1937: Der zerbrochene Krug
- 1937: Tango Notturno
- 1938: Heimat
- 1938: Großalarm
- 1939: Der Vorhang fällt
- 1939: Mann für Mann
- 1940: Kriminalkommissar Eyck
- 1940: Der ewige Quell
- 1940: Leidenschaft
- 1940: Bal paré
- 1940: Meine Tochter tut das nicht
- 1940: Wie konntest du, Veronika!
- 1940: Für die Katz'
- 1940: Der dunkle Punkt
- 1940: Das leichte Mädchen
- 1941: Ein Windstoß
- 1942: Hochzeit auf Bärenhof
- 1943: Die Jungfern vom Bischofsberg
- 1943: ... und die Musik spielt dazu
- 1944: Der grüne Salon
- 1944: Der Engel mit dem Saitenspiel
- 1949: Der Ruf
- 1951: Dr. Holl
- 1951: Blaubart
- 1952: Ich heiße Niki
- 1952: Illusion in Moll
- 1952: Die große Versuchung
- 1953: Ein Herz spielt falsch
- 1953: Fanfaren der Ehe
- 1953: Heimlich, still und leise …
- 1953: Arlette erobert Paris
- 1954: Geliebtes Fräulein Doktor
- 1954: Sauerbruch – Das war mein Leben
- 1954: Feuerwerk
- 1954: Die verschwundene Miniatur
- 1954: Überfahrt (televisie)
- 1954: Gestatten, mein Name ist Cox
- 1955: Geliebte Feindin
- 1955: Es geschah am 20. Juli
- 1955: Himmel ohne Sterne
- 1955: Die Heiratskomödie (televisie)
- 1956: Das salomonische Frühstück (televisie)
- 1956: Der goldene Kranz (televisie)
- 1956: Kleines Zelt und große Liebe
- 1956: Heute heiratet mein Mann
- 1956: Zärtliches Geheimnis, alternatieve titel: Ferien in Tirol
- 1957: Bernarda Albas Haus (televisie)
- 1958: Das Wirtshaus im Spessart
- 1958: Ostern (televisie)
- 1958: Bäume sterben aufrecht (televisie)
- 1958: Wir Wunderkinder
- 1958: Der Tod des Handelsreisenden (televisie)
- 1958: Zum goldenen Ochsen
- 1958: Auferstehung
- 1958: Ich war ihm hörig
- 1959: Der Engel, der seine Harfe versetzte
- 1959: Ein Mann geht durch die Wand
- 1959: Die Wahrheit über Rosemarie
- 1959: Arzt ohne Gewissen
- 1960: Emilia Galotti (televisie)
- 1960: Das schwarze Schaf
- 1960: Der Frieden unserer Stadt
- 1960: Gustav Adolfs Page
- 1961: Königinnen von Frankreich (televisie)
- 1961: So viele Kinder (televisie)
- 1962: Er kann's nicht lassen
- 1962: Liebling, ich muß dich erschießen
- 1963: Der Schattenboxer (televisie)
- 1963: Verkündigung (televisie)
- 1964: Katharina Knie - Ein Seiltänzerstück (televisie)
- 1964: Unsere Deutschen Kleinstädter (televisie)
- 1965: Der arme Mann Luther (televisie)
- 1965: Der Krake (televisie)
- 1965: Judith (televisie)
- 1965: Abends Kammermusik (televisie)
- 1965: Bongo Boy (televisie)
- 1965: Antigone (televisie)
- 1965: Rückkehr von den Sternen (televisie)
- 1967: Phädra (televisie)
- 1967: Der Alte (televisie)
- 1967: Walther Rathenau - Untersuchung eines Attentats (televisie)
- 1968: Tom Sawyers und Huckleberry Finns Abenteuer
- 1969: Asche des Sieges
- 1970: Die blinden Ameisen (televisie)
- 1970: Die Heirat (televisie)
- 1971: Iwanow (televisie)
- 1972: Land (televisie)
- 1972–1974: Kara Ben Nemsi Effendi
- 1973: Tod auf der Themse
- 1973: Die Wohngenossin (televisie)
- 1973: Liebe mit 50 (televisie)
- 1973: Der Bastian (tv-serie)
- 1974: Der Räuber Hotzenplotz
- 1974: Drei Männer im Schnee
- 1974: Derrick: Waldweg (1e aflevering van de TV-detectiveserie Derrick)
- 1974: Lina Braake oder Die Interessen der Bank können nicht die Interessen sein, die Lina Braake hat
- 1975: Haus ohne Hüter (televisie)
- 1975: Sonderdezernat K1 - Sackgasse
- 1975: Jedermanns Weihnachtsbaum (televisie)
- 1975: Spannagl & Sohn (televisieserie, 1 aflevering)
- 1975: Berlinger
- 1975: Der Kommissar, aflevering: Fährt der Zug nach Italien?
- 1976: Die Ilse ist weg
- 1977: Hans und Lene
- 1977: Haus der Frauen
- 1977: Heinrich
- 1977: Fairy (televisie)
- 1978: Friedrich Schachmann wird verwaltet (televisie)
- 1978: Wunnigel (televisie)
- 1978: Der Schimmelreiter
- 1978: Eurydike oder Das Mädchen von Nirgendwo

## Hoorspelen
- 1951: Georges Simenon: Maigret und der gelbe Hund. bewerking: Gert Westphal. regie: Heinz-Günter Stamm (Hörspiel – BR)  Der Audio Verlag 2005. ISBN 978-3898133906.
- 1957: Charles Dickens: Die Glocken von London (Dorothy Chickenstalker) – regie: Hanns Korngiebel (SWF / RIAS Berlin / RB)
- 1967: Eduard von Keyserling: Abendliche Häuser – regie: Fritz Schröder-Jahn (Hörspiel – BR)
- 1974: Pierre Frachet: Abélard und Héloise – regie: Otto Kurth (Kriminalhörspiel – SDR)
- 1975: Ellis Kaut: Meister Eder und sein Pumuckl: Der erste Schnee – regie: Alexander Malachovsky